# Gudgenby River
Der Gudgenby River ist ein kleiner Fluss im Australian Capital Territory (ACT) (Hauptstadtterritorium von Australien), dessen Lauf zum größten Teil durch die Wälder des Namadgi-Nationalparks führt. Sein Einzugsbereich enthält ökologisch wichtige alpine Feuchtgebiete.
Der Fluss entspringt in der Booth Range an der Südspitze des Australian Capital Territory, fließt nach Norden und mündet bei Tharwa in den Murrumbidgee River.
Auch der Gudgenby River wurde auf seine Eignung als Trinkwasserlieferant für die australische Hauptstadt Canberra und das sie umgebende Territorium untersucht. Man schlug alternativ den Bau von zwei Stauseen beim Mount Tennant vor, einen kleineren mit einer Wasserinhalt von 43 Mio. m³ oder einen größeren mit einem Wasserinhalt von 159 Mio. m³. Letzterer würde die Wasserspeicherkapazität im ACT mehr als verdoppeln.